# 天寧寺 (青梅市)
天寧寺（てんねいじ）は、東京都青梅市にある曹洞宗の寺院。

## 歴史
1471年（文明3年）または文亀年間（1501年 - 1504年）、一華文英によって開山された。
当地には、元々、平将門が天慶年間（938年 - 947年）に創建した「高峯寺」があった。しかし戦火でまもなく廃寺となった。その後、将門の末裔を称する三田氏宗が旧高峯寺跡地に寺を創建した。「天下安寧」を祈願し、寺号を「天寧寺」とした。
江戸時代は、37の末寺を擁する中本寺であった。伽藍は曹洞宗特有の寺院建屋配置である「七堂伽藍」に準じ、仏殿を略し客殿型法堂にその機能を持たせた「仏殿省略型永平寺式（永光寺式）」と呼ばれる形式である。

## 文化財
- 天寧寺境域（東京都指定史跡 昭和35年4月1日指定）[3]
- 三田氏位牌裏書（青梅市有形文化財 昭和39年11月3日指定）[4]
- 世尊寺の釈迦如来坐像（青梅市有形文化財 昭和49年1月1日指定）[4]

## 交通アクセス
- 東青梅駅より徒歩18分。